# Larramendy
Larramendy es un pequeño paraje rural del partido de Pehuajó, Provincia de Buenos Aires, Argentina.

## Ubicación
Se ubica al noroeste de la ciudad de Pehuajó, distante 38 km. Se puede acceder mediante un camino rural que se desprende de la Ruta Nacional 226.

## Población
Durante los censos nacionales del INDEC de 2001 y 2010 fue considerada como población rural dispersa.